# Важка кіннота

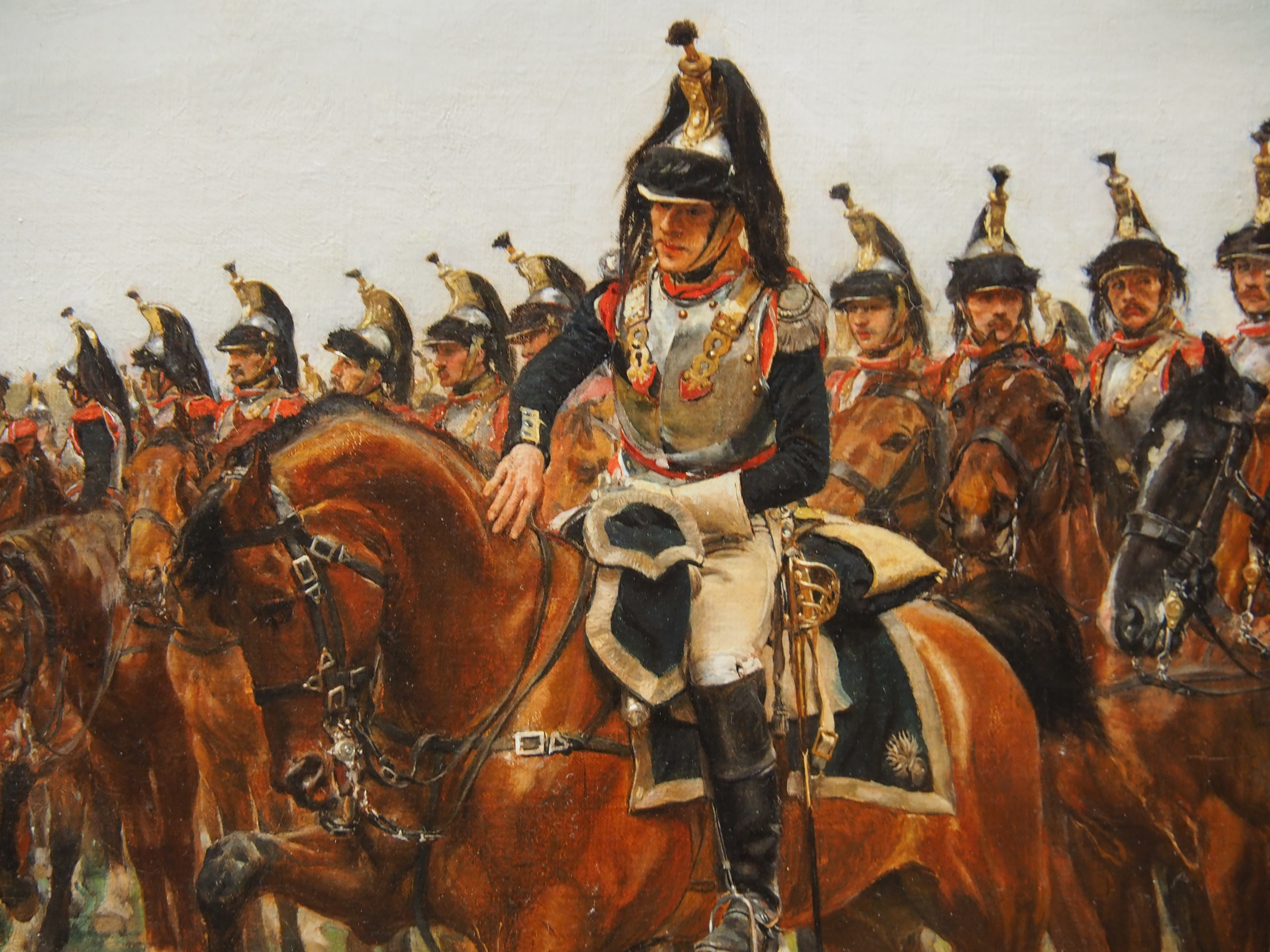
Французькі кірасири наполеонівського часу.

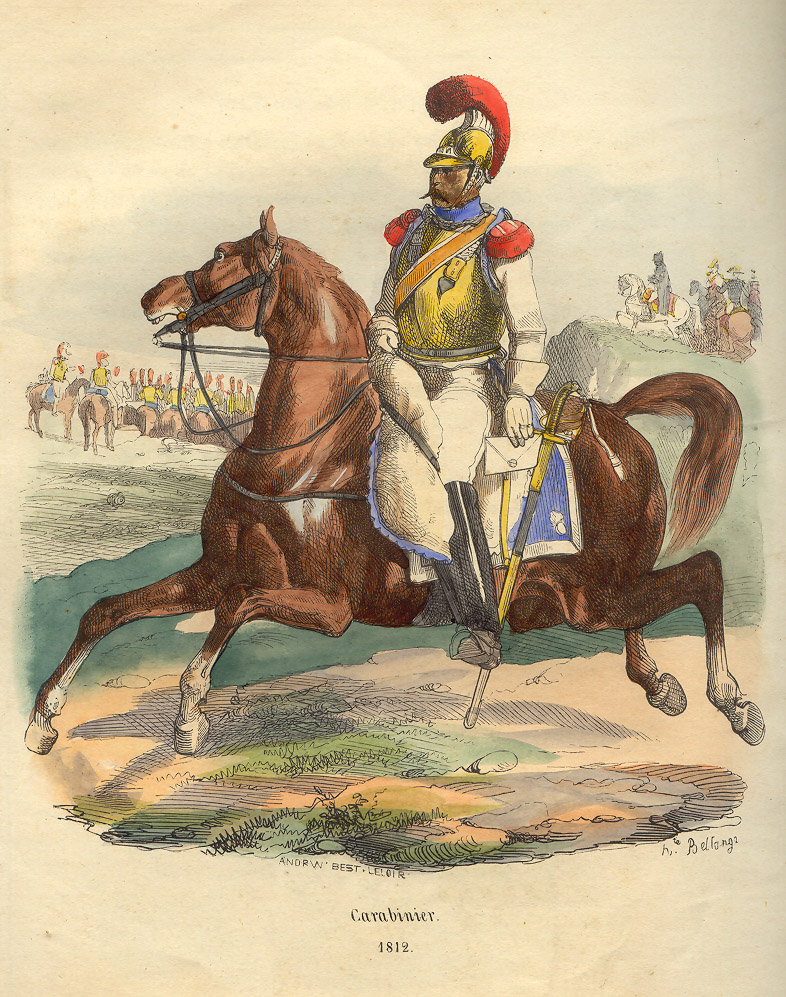
Наполеонівский карабінер 1812 року.

Важка кіннота, важка кавалерія — рід ударних кінних військ. До важкої кавалерії відносять кірасирів, кінних карабінерів, кінних гренадерів (двох останніх можуть відносити і до середньої кінноти), а також рейтарів раннього Нового часу.
Важка кавалерія існувала ще в Античності (македонські гетайри, перські клібанарії, парфянські катафракти і римсько-візантійські катафрактарії), а також у Середньовіччі (лицарська кіннота). Розвиток вогнепальної зброї у Пізньому Середньовіччі вніс зміни в концепцію цих військ: вони майже відмовилися від держакової зброї (лицарських списів, пік), стали вести вогневий бій, хоча основним їхнім прийомом був удар клинковою зброєю.
Важкі кавалеристи часто мали обладунки у вигляді кірас і шоломів (кірасири, рейтари, іноді карабінери), що захищали їх від ударів клинкової зброї та рушничних і пістолетних куль. Клинкова зброя важкої кавалерії — палаш (рідше шабля), у той час як легка кіннота озброювалася переважно шаблями. Кірасирів у певні періоди пробували озброювати також піками (хоча ця зброя була звичайнішою для легкої кавалерії); для ведення вогневого бою важка кавалерія мала на озброєнні пістолети й карабіни, а кінногренадери — і ручні гранати. Єдиний чіткий критерій відмінності від інших типів кінноти — вага коней, що значно перевищувала вагу коней легкої і середньої (драгунської) кінноти. Приміром вага європейського кірасирського коня коливалася в районі 600—700 кг, а лицарський дестріє важив не менше 800 кг, а то й більше тонни. Завдяки вазі своїх коней важка кіннота одним своїм наскоком могла зім'яти ворожу піхоту і легку кінноту. З цього приводу знаменитий прусський воєначальник Зейдліц сказав: «Кіннота здобуває верх не шаблями, а хлистом і шпорами». Завдяки масі коней і часто вживаним у цих кавалеристів обладункам важка кіннота була, поряд з лінійною піхотою й польовою артилерією, однією з основних ударних сил армії, призначених для вирішальної атаки.